# 1928 aux échecs
| Années des échecs : 1925 - 1926 - 1927 - 1928 - 1929 - 1930 - 1931    |
| Décennies des échecs : 1890 - 1900 - 1910 - 1920 - 1930 - 1940 - 1950 |

Cet article présente les faits marquants de l'année 1928 aux échecs.

## Championnats nationaux
- Argentine : Roberto Grau remporte le championnat[1],[2].
- Belgique : Edgard Colle remporte le championnat[3].
- Brésil : João de Souza Mendes remporte le championnat[4].
- Écosse : Dr. Ronald Cadell Macdonald remporte le championnat[5]
- Finlande: Anatol Tschepurnoff remporte le championnat[6].
- France : Amédée Gibaud remporte le championnat [7]. Chez les femmes, c’est Jeanne d’Autremont qui s’impose[8] (Paulette Schwartzmann est première, mais n’est pas déclarée championne du fait de sa nationalité russe).
- Royaume-Uni: Frederick Yates remporte le championnat[9].
- Suisse : Hans Johner et Paul Johner remportent le championnat [10].
- RSS d'Ukraine : Yakov Vilner et Vladimir Kirillov (ru) remportent le championnat[11],[12], organisé dans le cadre de l’Union soviétique.

## Divers
- La Société d'échecs de Berlin célèbre son centenaire à l'hôtel de ville de Berlin. Le point d'orgue des célébrations est un grand tournoi international d'échecs (du 4 au 20 février), remporté par Aaron Nimzowitsch devant Efim Bogoljubow et Savielly Tartakower.

## Naissances
- Pal Benko
- Robert Byrne
- Lothar Schmid

## Nécrologie
- En 1928 : Michael Henry Temple (en)
- 28 février : Oscar Chajes
- 9 mars : Alexander Miller Harvey (en)
- 11 mars : Dion Martinez (en)
- 12 mai : Stephen Francis Smith (en)
- 27 août : John Griswold White (en)
- 5 octobre : Otto Wegemund (en)
- 11 décembre : Bertold Lasker
- 27 décembre : Józef Żabiński (en)